# Corvetto (métro de Milan)
Pour les articles homonymes, voir Corvetto.
Corvetto est une station de la ligne 3 du métro de Milan, située piazzale Corvetto et Corso Lodi.
Corvetto est le quartier de l'art contemporain de Milan,.